# Operace Létající koberec

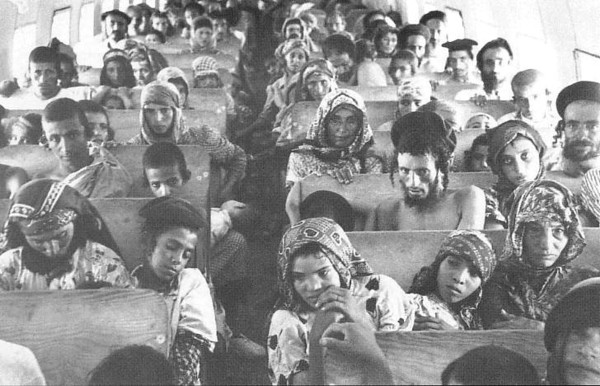
Většina jemenských Židů před tímto transportem letadlo nikdy neviděla, avšak věřili v biblické proroctví, v kterém se v Knize Izajáš (40:31) a Exodus (19:4) píše, že Bůh slíbil návrat dětí Izraele na Sijon „na křídlech orla“

Operace Létající koberec (anglicky Operation Magic Carpet, známá také jako Operace Orlí křídla, anglicky: Operation On Wings of Eagles) je operace z června 1949 a září 1950 při které bylo do nově vzniklého Státu Izrael letecky přesunuto 47 000 jemenských Židů (Tejmanimů). Během této tajné operace, o které se veřejnost dozvěděla až o mnoho měsíců později, bylo britskými a americkými přepravními letouny uskutečněno na 380 letů mezi jemenským Adenem a Izraelem.

## Pozadí
Přijetí Plánu OSN na rozdělení Palestiny a deklarace židovského státu, způsobily v jemenském Adenu střety a nepokoje vyvolané muslimy, při kterých bylo zabito 82 lidí a zničeno mnoho židovských domů. Počátkem roku 1948 byli Židé obviněni z vraždy dvou muslimských dívek, což vedlo k rabování židovského majetku. Židovská komunita v Adenu byla ekonomicky paralyzována a většina židovských obchodů byla zničena.
Jemenští Židé se začali shromažďovat v Adenu v táboře Geula (Camp Geula), jehož název v hebrejštině znamená tábor Spásy. Jejich přáním byl odchod do nově vzniklého Státu Izrael. Tomu však až do ukončení nepokojů v Izraeli v roce 1949 bránily britské jednotky, které stále kontrolovaly Adenskou kolonii. Tou dobou již v táboře Geula žilo na 10 000 lidí. K přesunu však dal nakonec tajný souhlas nově jmenovaný imám Ahmad bin Yahya.

## Operace
Pro vzrůstající nebezpečí byla během června 1949 a září 1950 většina jemenské židovské komunity tajně přesunuta do Izraele během Operace Létající koberec. Malá a víceméně plynulá migrace byla možná do roku 1962, kdy jakýkoliv další židovský exodus zmařila občanská válka. Některé bohaté židovské rodiny, které pochybovaly o slibované lepší budoucnosti v Izraeli, se rozhodly neopustit svůj majetek a tak nakonec v Jemenu zůstalo na 300 Židů.
Během této operace bylo do Izraele letecky přepraveno celkem: 47 000 jemenských Židů (převážná část tamní komunity), 3 000 adenských Židů a 500 džibutských a eritrejských Židů. Přestěhováním se museli vzdát svého dosavadního farmářského způsobu života a museli se přizpůsobit zcela novému životnímu stylu v nové zemi.
Název operace se odvozuje ze dvou biblických pasáží:
- Exodus 19:4 - „Vy sami jste viděli, co jsem učinil Egyptu. Nesl jsem vás na orlích křídlech a přivedl vás k sobě.“[2]
- Kniha Izajáš 40:31 - „Ale ti, kdo skládají naději v Hospodina, nabývají nové síly; vznášejí se jako orlové, běží bez únavy, jdou bez umdlení.“[3]

Většina z nich během transportu viděla letadlo poprvé v životě a tak mnoho z nich bylo vyděšeno a odmítalo nastoupit. Nakonec však byli uklidnění jejich rabínem, který jim připomněl zmíněné verše.
Operace Létající koberec byla první v řadě operací během 50. a 60. let 20. století, jejichž účelem bylo přesídlit celé židovské komunity (en masse) z arabských zemí do Izraele.